# Kristján Harðarson
Kristján Harðarson (ur. 28 lipca 1964) – islandzki lekkoatleta, skoczek w dal.
Podczas igrzysk olimpijskich w Los Angeles (1984) zajął 22. miejsce w eliminacjach z wynikiem 7,09 i nie awansował do finału.
Na mistrzostwach Europy juniorów (1981) odpadł w eliminacjach (19. lokata). Podczas mistrzostw Europy juniorów w 1983 nie zaliczył żadnej próby w eliminacjach i nie awansował finału.

## Rekordy życiowe
- Skok w dal – 7,79 (1984)